# FはFamilyのF
『FはFamilyのF』（エフはファミリーのエフ、F Is for Family）は、2015年から配信されているアメリカ合衆国のWebアニメである。コメディアンのビル・バー と、テレビアニメ『ザ・シンプソンズ』の脚本家であるマイケル・プライスが原作を手掛ける。
また、原語において、バーはフランク・マーフィー役として声優出演している。2015年12月18日にシーズン1がNETFLIXで独占配信され、日本でも同日に字幕版、吹替版が配信されている。シーズン2は2017年5月30日から配信開始。同年6月28日にはシーズン3の制作が発表され、2018年11月30日より配信された。
本作はフランスの映画会社「ゴーモン」のアメリカ制作部門の初制作作品であり、アニメーション制作はゴーモンアニメーションが行う。

## 概要
2014年8月にNetflix、ゴーモンテレビジョン、ワイルドウェストテレビジョンの共同企画として発表された。本作の舞台は、「かつて子供を引っ叩き、家で煙草を吸い、空港に銃を持ち込めた」時代の1970年代であり、中年サラリーマンとその家族を中心としたコメディが描かれる。
原作者の一人であるビル・バーによると、幼少時代の物語をアニメ化しようと思ったことがアイデアのきっかけであり、当初はウェブサイトのコンテンツとして行う予定であった。一方、ヴィンス・ヴォーン率いるワイルドウェスト社はアニメ企画をやりたいと考えており、バーはワイルドウェスト社の会議でアイデアを提案。シンプソンズの脚本家であったマイケル・プライスが合流し、アニメシリーズとして企画されることになった。当初はアダルトスイムでの放送を想定していたが、ヴォーンの提案によりNetflixでの配信となった。
本作では70年代を現代の番組で表現するために、70年代後半によく見られたディスコや『サタデー・ナイト・フィーバー』に出てくるような服・ラバライトを極力出さないことを心掛けている。

## あらすじ
時は1973年。航空会社に勤務する中年サラリーマン、フランク・マーフィーはマーフィー家の大黒柱。彼は些細なことですぐイライラしていた。妻のスーはそんな夫をなだめつつ陰でストレスをためている様子。長男ケヴィンは反抗期真っ盛り、次男のビルはいじめられっ子でフランクはさらにイライラ。長女のモーリーンはフランクの癒しだがやや猫かぶり、と問題は多いが、内心は皆家族思いなのである。
一方、フランクの勤務する航空会社「モヒカン航空」では同僚達がストライキを実行しようとしていた。ひょんなことから管理職に昇進したフランクは、上司からストライキ阻止の話をもちかけられてしまう。

## 登場人物
声の表記は「英語版 / 日本語版」。

### 主要人物
フランキー・"フランク"・マーフィー
声 - ビル・バー / 松本保典
本作の主人公。ペンシルベニアに住む中年サラリーマンで、3人の子供の父親。かつて朝鮮戦争に出兵していた。もともとパイロットを目指していたが、スーとの妊娠により、現在はモヒカン航空に勤務。手荷物係だったが上司の事故死により管理職に昇進。
管理職昇進後は、上司のボブ・ポゴから同僚らの計画するストライキ阻止を持ちかけられ、上司と同僚との板挟みに苦労する。
上司には弱いが亭主関白であり、短気ですぐに怒鳴り散らす。また、妻のスーが仕事をしていることを快く思っていない。長女のモーリーンは溺愛しているが、基本的に子供達には脅迫的な言動で振舞っている。
近所付き合いはしているが、隣人のヴィックを疎ましく思っている。
テレビドラマ「コルト・ルガー」のファンで劇中の「男にはやるべき仕事がある。男の仕事を」というフレーズを気に入っている模様。
スーザン・"スー"・マーフィー
声 - ローラ・ダーン / 小林さやか
フランクの妻。ヴィックからは「スージー・Q」と呼ばれている。プラスタウェア（タッパーウェア）の販売員を仕事としている（フランク曰く「近所に売るガラクタを包む仕事」）。
短気なフランクと反抗期の長男、無邪気な次男・長女に悩まされている。陰でストレスを貯めている様子でプラスタウェアの仕事が終わった後号泣したり、仕事の誘いをフランクが断ったことを留守番電話装置によって発覚した際に家を出て行ってしまったことがある。時にはフランク以上に怒鳴ることや暴言を吐く意外な一面もある。
ケヴィン・マーフィー
声 - ジャスティン・ロング / 金城大和
フランクとスーの長男である男子中学生。両親に反抗的な態度を取っているが、ビルがジミーにいじめられていたら助けるなど内心は家族思いであり、自身を改善したいという欲求に駆られている。
授業の落第、幾度の停学、不順異性交遊など素行は良くなく、作中では未成年飲酒に加え大麻を服用しているシーンがある。
ビリー・"ビル"・マーフィー
声 - ヘイリー・レインハート / 村中知
フランクとスーの次男である男子小学生。気弱な性格で、ジミーとその仲間によくいじめられている。
モーリーンに振り回されているが、彼女が悪戯心で木に登った結果、落ちてしまった際に強い口調で叱ったことがある。
モーリーン・マーフィー
声 - デビ・デリーベリー / 深田愛衣
フランクとスーの長女である女子小学生。かなり無邪気な性格。フランクからは「お姫様」と呼ばれ溺愛されているが、虚言癖があり、特にビルに対して辛辣な態度を取ることがある。
しかし、ビルが怒って家を出て行った際は心配して後を付けるなど、根は家族思いである。

### その他の人物
ヴィック
声 - サム・ロックウェル / 星智也
マーフィー家の隣人である男性。ラジオ局で働いており、イグアナを飼っている。
陽気な性格かつ裕福な暮らしをしているため、意図しないところでフランクの気に触ってしまうことも多いが、ヴィック本人はフランクのことを親友だと思っている。
薬物中毒で「白い粉」を常用している。いわゆるプレイボーイであり、スーの上司であるヴィヴィアンとは学生時代に性的関係を持っていたことを示唆している。
ホルテンヴァッサー
声 - トレバー・デヴァル / 大木民夫（シーズン1）、阪脩（シーズン2）
マーフィー家の近所に住む老人。温厚な性格だが、子供達からは「ナチス」「ヒトラーの弟」と噂され、恐れられている。
腕に番号が書かれており、殺害した人数を記録しているのではないかと言われている。実際は収容所番号であり、彼の家族は虐殺されている。
ロージー
声 - ケビン・マイケル・リチャードソン / 北村謙次
フランクの同僚である黒人男性職員。モヒカン航空の労働環境に不満を持っており、手荷物係の職員とストライキを計画している。
フランクとは冗談を言い合う程仲が良かったが、フランクが管理職になって以降友情にヒビが入り始める。
ボブ・ポゴ
声 - デヴィッド・ケックナー / 山本格
フランクの上司でモヒカン航空上級副社長。かつてはパイロット時代の同僚だった。常にジャンクフードを食べているか喫煙をしており、自力で立ち上がるのが困難になるほど太っている。
短気かつ傲慢で、部下を「恩知らず」呼ばわりしどんな時でも怒鳴り散らす。
不況の煽りから会社経営に危機感を持っており、管理職に昇格したフランクにロージーらの計画するストライキを阻止しようと持ちかける。
ボロ / ローレンス
声 - トレバー・デヴァル / 菊地達弘
ケヴィンの悪友で、酒とマリファナに溺れている不良少年。本名はローレンス。ケヴィンとは音楽の趣味が合い、バンド活動では時折ドラムを演奏する。ビールに書いてあったものを暗記した大統領トリビアで宿題に困っていたケビンを助けたりするなど、頼れる一方で、警察の気配を察知してケビンを置いて逃げようとするなど、身勝手な言動が目立つ。
レックス / クレイグ
声 - モー・コリーンズ / 三好晃祐
ケビンの悪友で、ボロと同様、酒とマリファナに溺れている不良少年。本名はクレイグ。音楽面ではケヴィンとウマが合い、バンド活動では時々キーボードを演奏する。ただしボロと同様、やや身勝手な一面が目立つ。
ジミー・フィッツシモンズ
声 - モー・コリーンズ / 東内マリ子
理不尽な理由でビルを虐める年長の男子小学生。何人かの不良グループでつるんでいる模様。
一度ビルに不意打ちを喰らった時も徹底的に報復しているが、ケヴィンは苦手。
ブリジット・"ブリッジ"・フィッツシモンズ
ジミーの妹で、なにかとビルにちょっかいや暴言を吐き、父親や兄のジミーからでも怯えるほどの男勝りであるが、ビルには遠回しにも好意を持っている。後に今まで犬猿だったモーリーンと親友になる。

## スタッフ

### 制作スタッフ
- 提供 - ゴーモンテレビジョン
- 原作・制作総指揮 - ビル・バー、マイケル・プライス
- 監督 - ダン・スミッチ
- シリーズ構成 - ヴァレリ・ヴォーン（シーズン2）→ジョー・ヘルシンガ、エミリー・タワーズ（シーズン3）
- アートディレクター - ダン・スミッチ、オリヴィエ・ブリュ
- リードキャラクターデザイン - ヴィルジニー・キプリオティス
- リード背景デザイン - エディ・ノエル
- レイアウト監修 - ニコラス・ロバーツ
- アニメーションディレクター - ロン・アマドール（シーズン1）、アザリア・シン・チン・リウ（シーズン2）、シルヴァン・ラヴォイ（シーズン3）
- テクニカルスーパーバイザー - ヘレン・ワニドゥスキ（シーズン1）、ロメイン・ザメット（シーズン2）
- 編集 - ポール・D・コールダー（シーズン1）、カール・ラウンディ（シーズン2）、ジョー・グリッシス（シーズン2 - シーズン3）
- 録音監督 - トム・ギアナス
- 音楽 - デヴィッド・クシュナー、ヴィンセント・ジョーンズ
- プロデューサー - ヒース・ケニー（シーズン1）、ブライアン・J・コーワン（シーズン2 - シーズン3）
- エグゼクティブプロデューサー - ヴィンス・ヴォーン、ピーター・ビリングスリー、ケイティ・オコンネル、エリサ・トッド・エリス、シドニー・デュマ、クリストフ・ランデ
- 共同エグゼクティブプロデューサー - トム・ギアナス、デビッド・リチャードソン
- アニメーション制作・ビジュアル開発 - ゴーモンアニメーション
- アニメーション制作協力 - ビッグジャンプ・プロダクション（シーズン1 - シーズン2）、オアシスアニメーション（シーズン3）
- 製作 - ワイルド・ウェスト・テレビジョン、ロナー・プロダクションズ、キング・オブ・フランス・プロダクション、ゴーモン、ゴーモンアニメーション
- 製作著作 - レオドロ・プロダクション

### 各話スタッフ
シーズン1
- ストーリーボード - オリヴィエ・シュラム、マーティン・トゥゼ、クリスチャン・ラゴウスト、クリストファー・オリヴィエ・ノボリオ、アレキシス・レヴィエレ
- 作画監督 - ロメイン・ボウノーア、アザリア・シン・チン・リウ、マイク・ルビア

シーズン2
- ストーリーボード - マーティン・トゥゼ、メレディス・カルゾーニ、ジェーン・ミッチェル・ボッシュ、マチュー・ジャンテ、セリーヌ・ポティエ、ホセ・ルイス・マルコ、メイリス・ヴァラーデ、ルーシー・ギャルド
- 作画監督 - マイク・ルビア、アンドレス・オルモス

シーズン3
- リード・ストーリーボードアーティスト - オリヴィエ・シュラム、ニコラス・ル・ネーヴェ
- 作画監督 - ニック・ヴァリナキス、ギヨーム・シャッセ、マイク・ウィスマイヤー

### 日本語版スタッフ
- 演出 - 藤本直樹
- 翻訳 - 高橋有紀、片山貴子（シーズン1）、遠藤美紀（シーズン2 - シーズン3）
- 制作 - ACクリエイト

## 主題歌
オープニングテーマ「カム・アンド・ゲット・ユア・ラヴ」
作詞・作曲 - ローリー・ヴァスケス・ヴェガス  / 歌 - レッドボーン

## 各話リスト

### シーズン1 （2015年）
| 通算 | 話数 | タイトル                   | 原題                     | 脚本                                                         | 演出                   | 配信日         |
| ---- | ---- | -------------------------- | ------------------------ | ------------------------------------------------------------ | ---------------------- | -------------- |
| 1    | 1    | スウェーデン戦の雪辱       | The Bleedin' in Sweden   | ビル・バー(原案) マイケル・プライス(原案) マイケル・プライス | ベンジャミン・マルソー | 2015年12月18日 |
| 2    | 2    | サイテーの土曜日           | Saturday Bloody Saturday | デヴィッド・リチャードソン                                   | ローラン・ニコラス     | 2015年12月18日 |
| 3    | 3    | 板挟み                     | The Trough               | マイケル・プライス                                           | ベンジャミン・マルソー | 2015年12月18日 |
| 4    | 4    | マーフィー家のハロウィーン | 'F' is for Halloween     | トム・ギアナス                                               | ローラン・ニコラス     | 2015年12月18日 |
| 5    | 5    | ビル・マーフィーの休日     | Bill Murphy's Day Off    | エミリー・タワーズ                                           | ベンジャミン・マルソー | 2015年12月18日 |
| 6    | 6    | さやかに星はきらめ…く？    | O Holy Moly Night        | デヴィッド・リチャードソン                                   | ローラン・ニコラス     | 2015年12月18日 |

### シーズン2 （2017年）
| 通算 | 話数 | タイトル               | 原題               | 脚本                                          | 演出                                                       | 配信日        |
| ---- | ---- | ---------------------- | ------------------ | --------------------------------------------- | ---------------------------------------------------------- | ------------- |
| 7    | 1    | そりも人生も滑りまくり | Heavy Sledding     | マイケル・プライス                            | ロメイン・ボウノーア オリヴィエ・シュラム                  | 2017年5月30日 |
| 8    | 2    | 女だってやるときはやる | A Girl Named Sue   | デヴィッド・リチャードソン                    | ロメイン・ボウノーア オリヴィエ・シュラム                  | 2017年5月30日 |
| 9    | 3    | 真の男はウソつかない   | The Liar's Club    | ビル・バー                                    | ロメイン・ボウノーア オリヴィエ・シュラム                  | 2017年5月30日 |
| 10   | 4    | 夜勤スタート           | Night Shift        | エミリー・タワーズ                            | ロメイン・ボウノーア オリヴィエ・シュラム                  | 2017年5月30日 |
| 11   | 5    | 追いつめられて         | Breaking Bill      | ジョー・ヘスリンガ                            | ロメイン・ボウノーア オリヴィエ・シュラム                  | 2017年5月30日 |
| 12   | 6    | 四方八方マズい事態     | This is Not Good   | ヘンリー・ガミル                              | ロメイン・ボウノーア オリヴィエ・シュラム マイク・ロバーツ | 2017年5月30日 |
| 13   | 7    | 怒り爆発               | Fight Night        | エリック・ゴールドバーグ ピーター・ティバルス | ロメイン・ボウノーア オリヴィエ・シュラム マイク・ロバーツ | 2017年5月30日 |
| 14   | 8    | 結婚にトラブったら     | F is for Fixing It | ヴァレリ・ヴォーン                            | ロメイン・ボウノーア オリヴィエ・シュラム マイク・ロバーツ | 2017年5月30日 |
| 15   | 9    | 祈りで癒やそう         | Pray Away          | マーク・ウィルモア                            | ロメイン・ボウノーア オリヴィエ・シュラム マイク・ロバーツ | 2017年5月30日 |
| 16   | 10   | 終わりよければ         | Landing the Plane  | マイケル・プライス                            | ロメイン・ボウノーア オリヴィエ・シュラム                  | 2017年5月30日 |

### シーズン3 （2018年）
| 通算 | 話数 | タイトル                     | 原題                          | 脚本                                            | ストーリーボード | 演出                 | 配信日         |
| ---- | ---- | ---------------------------- | ----------------------------- | ----------------------------------------------- | --- | -------------------- | -------------- |
| 17   | 1    | 夏が始まったのはいいけれど   | Are You Ready for the Summer? | エリック・ゴールドバーグ ピーター・ティボールス | リサ・ヨコボリ ステファニー・ミシアク ダイアン・フォンティーヌ ニコラス・ベシエール パオラ・ド・スーザ ピエール・レスカ クリスチャン・ラゴウスト | オリヴィエ・シュラム | 2018年11月30日 |
| 18   | 2    | テレビで英語を勉強中         | Paul Lynde to Block           | デヴィッド・リチャードソン                      | シルヴァン・ラヴォイ | シルヴァン・ラヴォイ | 2018年11月30日 |
| 19   | 3    | ついモッコリ                 | The Stinger                   | マーク・ウィルモア                              | リサ・ヨコボリ ステファニー・ミシアク ダイアン・フォンティーヌ ニコラス・ベシエール パオラ・ド・スーザ ピエール・レスカ クリスチャン・ラゴウスト | オリヴィエ・シュラム | 2018年11月30日 |
| 20   | 4    | フランクの恐怖体験           | Mr. Murphy's Wild Ride        | マイケル・プライス                              | シルヴァン・ラヴォイ | シルヴァン・ラヴォイ | 2018年11月30日 |
| 21   | 5    | バトル・オブ・ザ・セクシーズ | Battle of the Sexes           | エミリー・タワーズ                              | リサ・ヨコボリ ステファニー・ミシアク ダイアン・フォンティーヌ ニコラス・ベシエール パオラ・ド・スーザ ピエール・レスカ クリスチャン・ラゴウスト | オリヴィエ・シュラム | 2018年11月30日 |
| 22   | 6    | パンチの飲み過ぎ?            | Punch Drunk                   | ジョー・ヘスリンガ                              | シルヴァン・ラヴォイ | シルヴァン・ラヴォイ | 2018年11月30日 |
| 23   | 7    | 待ちに待った家族旅行         | Summer Vacation               | ヴァレリ・ヴォーン                              | リサ・ヨコボリ ステファニー・ミシアク ダイアン・フォンティーヌ ニコラス・ベシエール パオラ・ド・スーザ ピエール・レスカ クリスチャン・ラゴウスト | オリヴィエ・シュラム | 2018年11月30日 |
| 24   | 8    | 内側から少しずつ             | It's In His Blood             | ヘンリー・ガミル                                | シルヴァン・ラヴォイ | シルヴァン・ラヴォイ | 2018年11月30日 |
| 25   | 9    | 父親として                   | Frank the Father              | ビル・バー                                      | リサ・ヨコボリ ステファニー・ミシアク ダイアン・フォンティーヌ ニコラス・ベシエール パオラ・ド・スーザ ピエール・レスカ クリスチャン・ラゴウスト | オリヴィエ・シュラム | 2018年11月30日 |
| 26   | 10   | ビルの大変な一日             | Bill Murphy's Night Off       | マイケル・プライス                              | シルヴァン・ラヴォイ | シルヴァン・ラヴォイ | 2018年11月30日 |